# Star Fox
Star Fox é uma série de jogos de tiro de nave espacial criada pela Nintendo. Os jogos seguem uma equipe de combate de animais antropomórficos chamada Star Fox, liderada pelo protagonista Fox McCloud. A jogabilidade envolve aventuras em torno do sistema planetário Lylat no futurista avião de combate "Arwing", em outros veículos e a pé. O Star Fox original (1993) era um shooter 3D, embora os títulos posteriores adicionassem mais liberdade direcional.
A série consta de 9 jogos até o momento distribuídos nos seguintes consoles de Nintendo: Super Nintendo, Nintendo 64, GameCube, Nintendo DS, Nintendo 3DS e Nintendo Wii U.
O primeiro jogo da série, desenvolvido pela Nintendo EAD e programado pela Argonaut Software, usou o Super FX Chip para criar a primeira experiência de jogo 3D acelerada em um console doméstico. O Super FX Chip era um co-processador adicional de cálculos que foi incorporado ao cartucho e ajudou o Super NES a renderizar melhor os gráficos do jogo. O Super FX Chip também foi usado em outros jogos Super NES, alguns com maior velocidade de processamento. Seu relançamento, Star Fox 64, revolucionou ainda mais a indústria de videogames, sendo o primeiro jogo do console Nintendo 64 a apresentar o Rumble Pak.
Devido a problemas percebidos com a empresa alemã StarVox, [1] Star Fox e Star Fox 64 foram lançados nos territórios da região PAL como Starwing e Lylat Wars, respectivamente. No entanto, a partir de Star Fox Adventures, a Nintendo voltou a essa decisão para que futuros jogos pudessem ser lançados em todo o mundo com o mesmo nome.

## Sistema de jogo
Cada jogo tem sua própria história, que se vai desenvolvendo em fases. O principal objetivo de cada fase é destruir a maior quantidade de inimigos possível, obtendo certa pontuação por cada um derrubado. O veículo principal será a nave Arwing, mesmo que outras vezes se poderão usar outros veículos, como o tanque Landmaster e o submarino Blue Marine. Os veículos têm diferentes características: velocidade, uso, disparo e pilotagem.
As fases se desenvolvem com certa linearidade, pois desde que se começa até o final não se pode girar a nave por outros caminhos diferentes ao que marca a tela. A maioria de fases têm um chefe final, bastante grande e mais resistente que os outros inimigos, o qual costuma ter alguns pontos débeis que devem ser aproveitados.
Na tela, sempre aparece uma barra de vida, que quando se esvazia, se perde uma vida e se deve reiniciar a missão, pois o veículo foi destruído; o número de bombas das que se dispõe; um radar que indica as posições de amigos e inimigos; e um ponto de mira que servirá ao jogador para apontar aos inimigos e que é principalmente o que se pode movimentar.
Durante as missões se ouve mensagens de certos personagens, a maioria de integrantes da equipe Star Fox, que necessitam da ajuda do jogador porque estão sendo perseguidos, dão pistas, reorganizam a missão ou, simplesmente, conversam para dar certo realismo à ação.
Este é o sistema de jogo da saga a grandes rasgos. Para conhecer mais detalhadamente este aspecto, visitar cada jogo separadamente.
Star Fox foi um dos jogos de Super Nintendo a utilizar o chip Super FX.

## Jogos

### Principais Jogos

#### Star Fox
Principal Artigo: Star Fox (SNES, 1993)
O primeiro jogo, Star Fox, conhecido como Starwing na Europa e na Austrália, foi lançado para o Super Nintendo Entertainment System em 1993. Desenvolvido pela Nintendo EAD e programado pela Argonaut Software, usou o chip Super FX para simular gráficos 3D durante um período de jogos predominantemente 2D. Fox McCloud e sua equipe, Slippy Toad, Peppy Hare e Falco Lombardi, enfrentam Andross, que ameaça derrubar o sistema Lylat. O conceito do jogo foi inspirado em um santuário da divindade das raposas Inari Ōkami, que Shigeru Miyamoto visitava regularmente. O santuário era acessível através de uma série de arcos, influenciando a jogabilidade. Várias batalhas contra chefes do jogo estão incluídas como minijogos no título do Wii WarioWare: Smooth Moves, usando o Wii Remote para pilotar o navio.

#### Star Fox 64
Principal Artigo: Star Fox 64 (N64, 1997)
O Star Fox 64, conhecido como Lylat Wars na Europa e na Austrália, apresentou um diálogo totalmente falado, gráficos totalmente tridimensionais e novos veículos e personagens. O jogo foi lançado em 1997 para o Nintendo 64 e veio com o Rumble Pak, um acessório de vibração. Star Fox 64 reconta a história principal, original, da Star Fox, com novos personagens e elementos de jogabilidade. Novos modos multiplayer incluem: free-for-all, battle royale e um contra o relógio.
O gráfico geral é expandido com alterações de núcleo relativamente pequenas. Este jogo também é famoso pelas citações: "Do a barrel roll!" "Try a somersault!" e "Use bombs wisely", todas as quais são ditas por Peppy Hare e "Can't let you do that, StarFox!" dito por Wolf O'Donnell, que se tornou um fenômeno popular da Internet. Ele também tem várias referências de Guerra nas Estrelas: "Tenho um mau pressentimento sobre isso". e "estou aqui para resgatá-lo!" entre eles.

#### Star Fox 64 3D
Principal Artigo: Star Fox 64 3D (Nintendo 3DS, 2011)
Star Fox 64 3D é um releitura de Star Fox 64 para o Nintendo 3DS, lançado em 2011, sendo o segundo título da série Star Fox em um console portátil. Sua existência estreou em um trailer conceitual para o Nintendo 3DS revelado na E3 de 2010, quando objetos do universo Nintendo saíram da tela do 3DS. Um dos muitos objetos era um Arwing voador, sugerindo o próximo jogo da Star Fox. O jogo foi anunciado oficialmente mais tarde. Capturas de tela, filmagens e algumas informações foram reveladas sobre o próximo jogo Star Fox 64 3D nas conferências 3DS em 29 de setembro de 2010 e 19 de janeiro de 2011.
Com algumas exceções, a jogabilidade no Star Fox 64 3D é muito semelhante à da versão original. O jogador controla o caça Arwing do Fox usando o teclado circular para dirigir, os botões do ombro para virar à esquerda e à direita e os quatro botões à direita para disparar lasers e bombas, aumentar e frear. O D-Pad permite ao jogador executar cambalhotas e inversões de marcha, que também podem ser executadas com combinações de outros controles, e aumentar e diminuir o zoom a partir do Arwing no "Modo All-Range - (livre em todas as direções)". O jogador também pode ativar "Gyro Controls - (controles giroscópicos)", usando o sensor de giroscópio interno do 3DS para controlar o Arwing. O diálogo entre as personagens, as mensagens e as informações de controle são exibidas na tela de toque.
O Star Fox 64 3D também possui um novo "Modo de Batalha" multijogador, que permite aos jogadores jogarem até quatro jogadores na LAN (via Download Play) ou batalhar contra oponentes da CPU. Durante as batalhas, o rosto de cada jogador aparece nas telas dos oponentes em uma reação ao vivo da câmera interna do console.

#### Star Fox Adventures
Star Fox Adventures, foi lançado em 2002 para o GameCube. Desenvolvido pela Rare, o jogo é predominantemente um jogo de ação e aventura no qual Fox está armado com uma lança mística; o disparo espacial tradicional é limitado a pequenos segmentos entre os capítulos. Suas raízes podem ser atribuídas ao Dinosaur Planet, um jogo que a Rare estava desenvolvendo no final do ciclo de vida do Nintendo 64, mas cancelado a pedido da Nintendo e convertido em um jogo Star Fox. Adventures introduziu novos personagens, incluindo, principalmente, o príncipe Tricky e Krystal. Ocorrendo oito anos após os eventos de Star Fox 64, o principal antagonista é um exército de dinossauros chamado Sharp Claws, liderado por General Scales. Fox e Krystal se apaixonam logo antes da luta final do chefe, quando Fox salva sua vida. Krystal então se torna o mais novo membro da equipe Star Fox. A jogabilidade de Adventures se assemelha à vista na maioria dos jogos 3D de The Legend of Zelda.

#### Star Fox: Assault
Desenvolvido pela Namco, o Star Fox: Assault foi lançado em 2004 para o GameCube. A ênfase voltou à jogabilidade baseada em Arwing, mas também teve porções de missões a pé. Assault ocorre um ano após a Adventures, com os Aparoids se tornando uma nova ameaça ao sistema Lylat. A equipe Star Fox tem a tarefa de detê-los. Juntamente com o ROB, Peppy agora piloto da Great Fox, enquanto Krystal substitui o papel de Peppy como um dos pilotos da equipe.

#### Star Fox Command
O Star Fox Command foi desenvolvido pela Q-Games para o Nintendo DS e foi lançado em 2006. É o primeiro jogo da Star Fox para um console portátil e o primeiro a oferecer multiplayer online. Como o Star Fox original, a jogabilidade é totalmente baseada em aeronaves e usa as conversas muito parecidas com o jogo feito para o SNES, em vez de dublagens posteriores. O Command utiliza um novo sistema de jogo, incorporando estratégia e abandonando suas raízes "fly-by-rail". Os jogadores traçam rotas de vôo e enfrentam inimigos em um modo de vôo no estilo arena aberto, usando a tela de toque do Nintendo DS. Cada personagem tem uma nave única com habilidades diferentes. Por exemplo, a nave de Slippy não possui recurso de trava e impulsos com menor duração, porém possui lasers e blindagens mais fortes; Fox McCloud pilota o redesenhado Arwing II. O comando ocorre dois a três anos após os eventos de Star Fox: Assault e apresenta nove finais, determinados pelas opções de progressão da história do jogador. Atualmente, nenhum desses finais afeta a história da série como um todo.

#### Star Fox Zero
Principal Artigo: Star Fox Zero (Wii U, 2016)
O Star Fox Zero foi desenvolvido pela Nintendo e pela PlatinumGames para o Wii U e lançado em abril de 2016. O primeiro jogo Star Fox em um console doméstico em mais de 10 anos, o jogo é controlado usando o recurso de giroscópio do Wii U GamePad. O Star Fox Zero também veio com uma versão comercial do Star Fox Guard, um jogo de spin-off de estilo Tower defense.

#### Star Fox 2
Principal Artigo: Star Fox 2 (SNES Classic Mini, 2017)
Star Fox 2 foi originalmente cancelado, mesmo tendo sido completamente finalizado. Muitas de suas novas idéias foram implementadas para o futuro Star Fox 64, como o time rival Star Wolf, modo All Range, tiro de carga e modo multijogador (embora o modo multijogador de Star Fox 2 não tenha tido destaque na versão final). Outros elementos, como a escolher um personagem, colocar um marcador no mapa e escolher entre diversas naves, foram implementados posteriormente no Star Fox Command. Uma versão beta do tanque Landmaster (o Andador) também aparece como um Arwing com acessórios em forma de perna. Um patch para a versão beta final foi lançado por uma equipe terceirizada de hackers para concluir o jogo, removendo os menus do modo de depuração, fazendo uma tradução para o inglês e removendo sub-rotinas para um terceiro veículo de buggy não usado no jogo.
O jogo foi lançado oficialmente como parte do Super NES Classic Edition.